# Ugo D'Orsi
Pour les articles homonymes, voir D'Orsi.
Ugo D'Orsi est un animateur et artiste d'effets spéciaux américain ayant travaillé entre autres pour les studios Disney.

## Filmographie
- 1932 : Betty Boop's Ups and Downs (animateur)
- 1933 : Betty Boop's Crazy Inventions (animateur)
- 1933 : Reaching for the Moon (animateur)
- 1933 : The Pied Piper (animateur)
- 1933 : The Night Before Christmas
- 1934 : Les Petits Lapins joyeux (animateur)
- 1934 : The Hot Chocolate Soldiers (animateur)
- 1934 : Une petite poule avisée (animateur)
- 1934 : The Goddess of Spring (animateur)
- 1935 : La Fanfare (animateur)
- 1935 : Bébés d'eau (animateur)
- 1935 : Jazz Band contre Symphony Land (effets d'animation)
- 1937 : Le Vieux Moulin (animateur)
- 1937 : Don Donald (animateur)
- 1937 : Le Petit Indien (animateur)
- 1937 : Blanche-Neige et les Sept Nains (animateur)
- 1938 : Au pays des étoiles (animateur)
- 1940 : Fantasia segment L'Apprenti sorcier (animateur)
- 1941 : Le Dragon récalcitrant (effets d'animation)
- 1999 : Fantasia 2000 segment L'Apprenti sorcier (animateur)